# Westinghouse Desilu Playhouse
Westinghouse Desilu Playhouse  (conosciuta anche come Desilu Playhouse) è una serie televisiva statunitense trasmessa per la prima volta nel corso di 2 stagioni dal 1958 al 1960.
Due dei suoi 48 episodi furono utilizzati come pilot per le serie televisive degli anni 60 Ai confini della realtà e Gli intoccabili.

## Trama
È una serie televisiva di tipo antologico in cui ogni episodio rappresenta una storia a sé. Gli episodi sono storie di genere vario e vengono presentati da Desi Arnaz.

## Produzione
La serie fu prodotta da Desilu Productions (Paramount) e girata negli studios della Desilu a Culver City in California.
Tra il 1951 e il 1957, Desi Arnaz e Lucille Ball interpretarono e produssero (tramite la loro società di produzione Desilu), la popolare sitcom I Love Lucy. Nei primi mesi del 1958, Desi Arnaz convinse la CBS ad acquistare una nuova serie, Desilu Playhouse, con la promessa che avrebbero incluso nell'offerta una serie Lucille Ball-Desi Arnaz Show (poi trasmessa come The Lucy-Desi Comedy Hour). La Westinghouse pagò l'allora cifra record di 12 milioni di dollari per sponsorizzare la serie che portò alla cancellazione dell'altra prestigiosa serie antologica Westinghouse Studio One, anch'essa sponsorizzata dalla Westinghouse.
Lo spettacolo debuttò il 6 ottobre 1958; gli episodi erano presentati da Desi Arnaz, con Betty Furness che prestava la sua voce come narratrice (come per Westinghouse Studio One). Il primo episodio fu Lucy Goes to Mexico, con Maurice Chevalier come guest star. L'episodio drammatico Bernadette (una biografia di Bernadette Soubirous), interpretato da Pier Angeli, fu trasmesso nella seconda settimana. Gli episodi seguenti si alternano tra i generi commedia, drammatico e musical, alcuni interpretati da Lucille Ball.
Nel mese di ottobre del 1959, la serie cambiò palinsesto e si trasferì al venerdì sera. La serie fu prorogata per solo un altro anno a causa della incapacità di attrarre grandi guest star, della crescente popolarità di serie western e poliziesche concorrenti (una tra tutte 77 Sunset Strip), e del divorzio tra Arnaz e la Ball nel 1960. Appena prima della loro rottura coniugale, Ball e Arnaz, insieme a Vivian Vance, William Frawley, e Keith Thibodeaux, girarono l'ultimo episodio di The Lucy-Desi Comedy Hour dal titolo Lucy Meets The Mustache, con le guest star Ernie Kovacs e Edie Adams. L'episodio finale di Westinghouse Desilu Playhouse, intitolato Murder is a Private Affair, andò in onda il 10 giugno 1960.

### Registi
Tra i registi della serie sono accreditati:
- Jerry Thorpe (9 episodi, 1958-1960)
- Claudio Guzmán (6 episodi, 1959-1960)
- Richard Kinon (3 episodi, 1960)
- Allen H. Miner (2 episodi, 1958-1959)
- Allen Reisner (2 episodi, 1958-1959)
- Douglas Heyes (2 episodi, 1959)
- Phil Karlson (2 episodi, 1959)
- Robert Ellis Miller (2 episodi, 1959)
- Robert B. Sinclair (2 episodi, 1959)
- Robert Altman (2 episodi, 1960)
- Ralph Alswang (1 episodio, 1958)

### Attori
Tra gli attori che hanno preso parte a Westinghouse Desilu Playhouse vi sono: Desi Arnaz, Lucille Ball, Martin Balsam, Richard Benedict, John Beradino, Neville Brand, Rory Calhoun, Wally Cassell, Pat Crowley, Frank DeKova, Abel Fernandez, William Frawley, Betty Furness, Bruce Gordon, Jean Hagen, Donald Harron, Richard Keith, Barton MacLane, Joe Mantell, Margo, Sid Melton, Martin Milner, George Murphy, Barbara Nichols, Hugh O'Brian, Roger Perry, Paul Picerni, Aldo Ray, Joe De Santis, Mickey Simpson, Red Skelton, Robert Stack, Barry Sullivan, Vivian Vance, Bill Williams, Walter Winchell, James Westerfield, Jack Weston, Jesse White, Ed Wynn, Keenan Wynn.

## Spin-off
Nell'autunno del 1958, l'episodio The Time Element, con William Bendix, ebbe diverse recensioni positive. Scritto da Rod Serling, l'episodio servì da pilot per la successiva serie televisiva cult Ai confini della realtà, che debuttò nell'autunno del 1959.
Nel febbraio del 1959, andò in onda un episodio di Westinghouse Desilu Playhouse diviso in due parti intitolato The Untouchables. Per quell'episodio Paul Monash aveva adattato le memorie del 1947 dell'agente del Tesoro Eliot Ness, interpretato nell'episodio da Robert Stack. In seguito, la CBS ne produsse una versione settimanale, Gli intoccabili, che fu un grande successo e fu prorogata per quattro stagioni (1959-1963).

## Distribuzione
La serie fu trasmessa negli Stati Uniti dal 1958 al 1960 sulla rete televisiva CBS.
In Italia la serie, è stata trasmessa dal 1º agosto 2012 all'8 ottobre 2013 su Telecapri News, mantenendo sia i titoli americani.

## Episodi
| Stagione         | Episodi | Prima TV USA | Prima TV Italia |
| ---------------- | ------- | ------------ | --------------- |
| Prima stagione   | 30      | 1958-1959    | 2012            |
| Seconda stagione | 16      | 1959-1960    | 2013            |